# V-twin

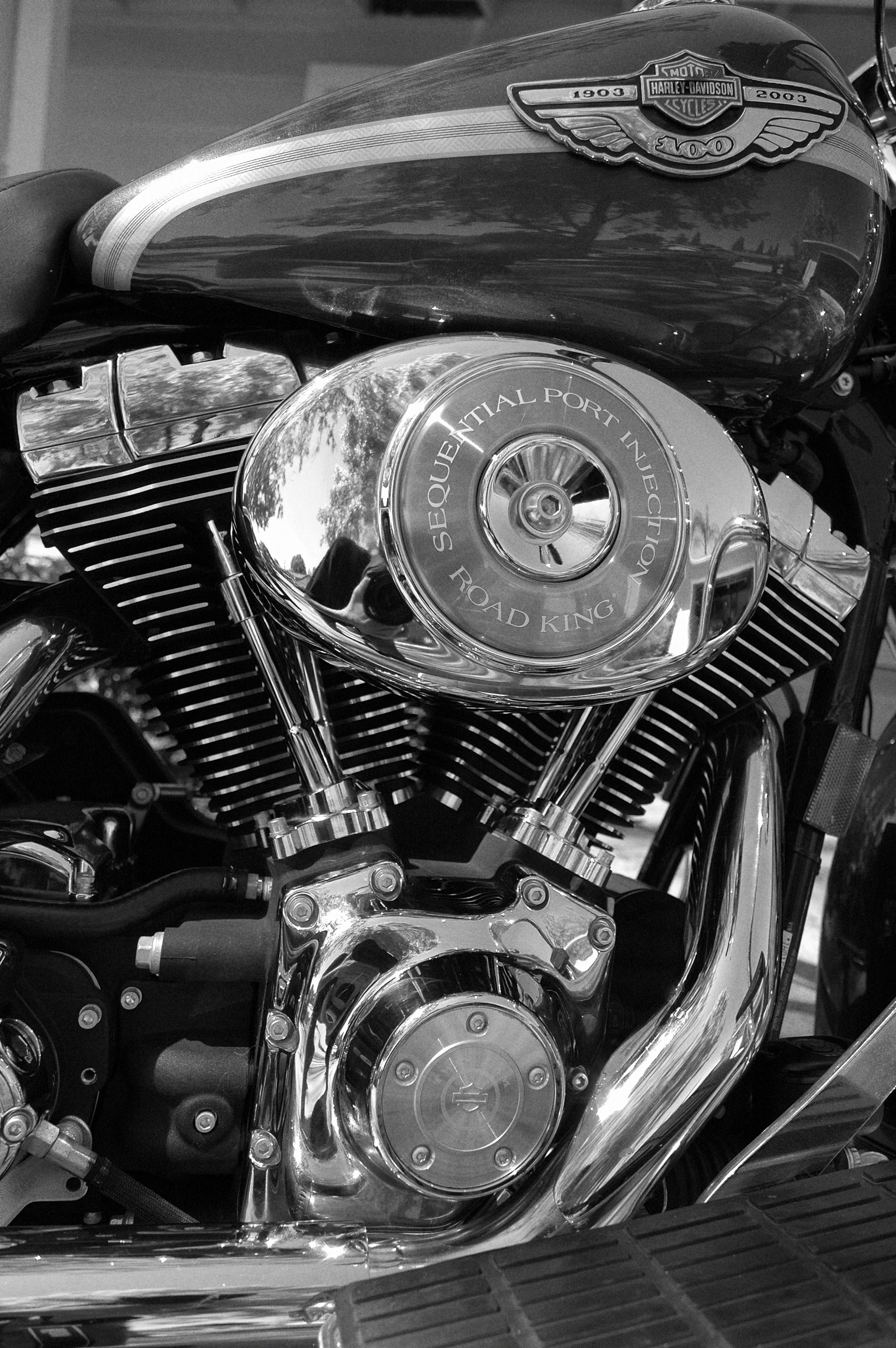
Harley-Davidson Road King 45° поперечно встановлений V-twin.

V-twin (також V2) — V-подібний двигун, що має 2 циліндри. У ньому застосована схема розташування циліндрів двигуна, при якій циліндри розміщуються один навпроти одного під кутом від 1° до 180° (найбільш часто  від 45° до 90°) у формі латинської букви «V». Складнощі із широким впровадженням такої конструкції полягають у тому, що є труднощі балансування механізму. Розробники техніки обирають дану конструкцію двигуна з міркувань збільшення компактності, а не за хорошу врівноваженість.

## Історія

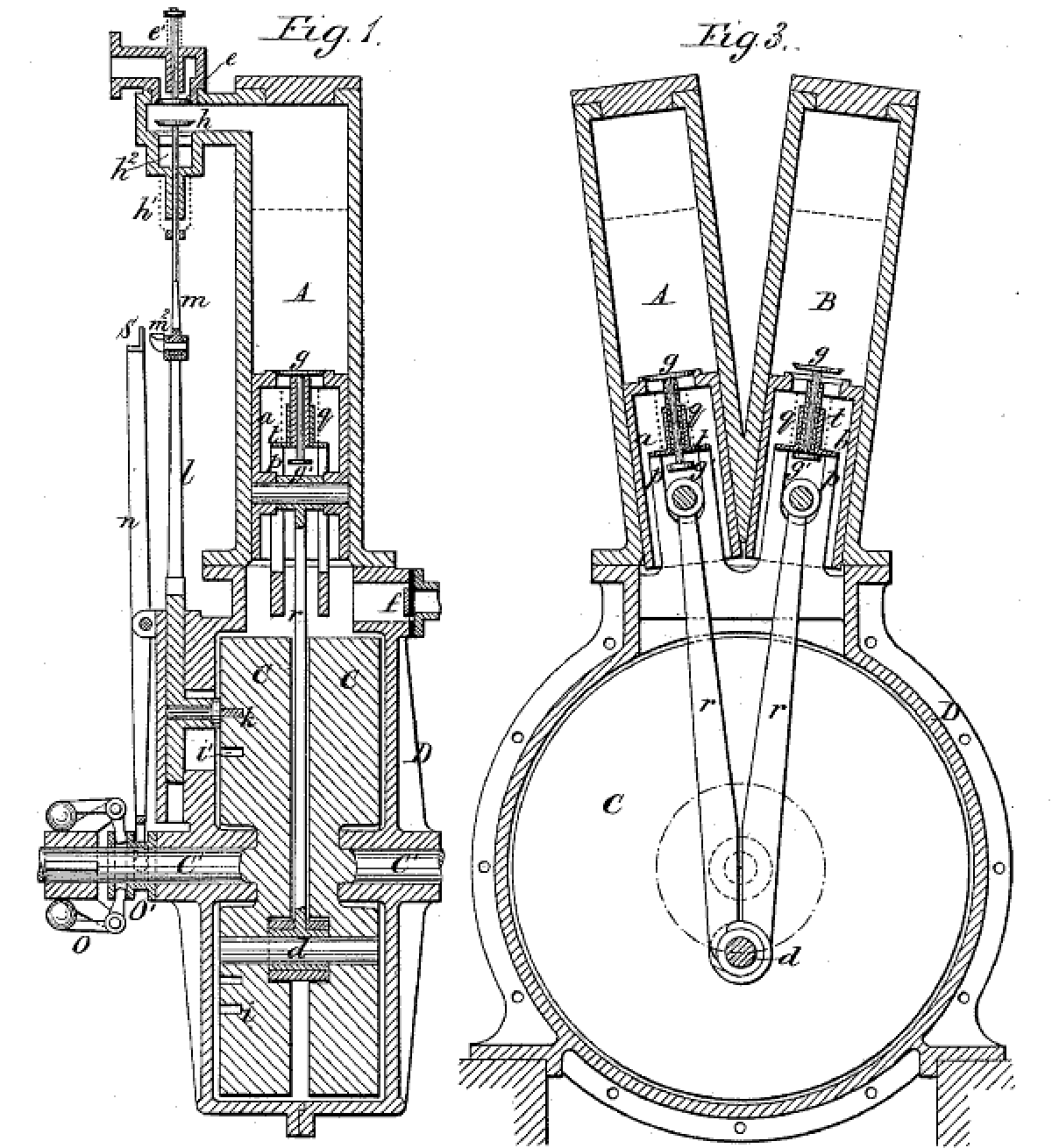
Двигун Готтліба Даймлера 1889 року

Готтліб Даймлер побудував перший V-twin у 1889 році. Цей двигун використовувався як стаціонарна силова установка та двигун для човнів. Пізніше, в 1899 році Даймлер використав цей V-подібний двигун на своєму другому автомобілі - Daimler Stahlradwagen. Виробництво такого двигуна за ліцензією було розпочато на Panhard et Levassor.
У листопаді 1902 року компанія Princeps Autocar (Велика Британія) випустила рекламу мотоцикла з двоциліндровим V-подібний двигуном, а в 1903 році V-twin були зроблені іншими компаніями, в тому числі з розвалом циліндрів 90 градусів XL-ALL (виробництва Eclipse Motor & Cycle Co к Великій Британії).
Також 1903 році, Глен Кьортіс у Сполучених Штатах та компанія NSU у Німеччині розпочали виробництво двигунів типу V-twin для використання їх на мотоциклах. Компанія Peugeot, яка використовувала двигуни Даймлера, що були вироблені на Panhard et Levassor на своїх перших автомобілях розробила свій власний двигун на початку 20-го сторіччя.
Мотоцикл від компанії Norton з двигуном V-twin від Peugeot виграв першу гонку ТТ серед мотоциклів з двохциліндровими двигунами (що відбулась в  1907 році на острові Мен в Ірландському морі.

## Конфігурації

### Конфігурації шатунів

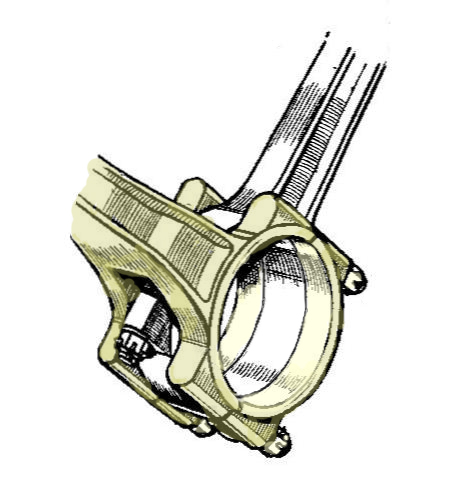
з'єднання шатунів центрального типу

Більшість V-twin двигунів мають колінчастий вал з єдиним палмцем кривошипу, який використовується одночасно обома шатунами. За типами приєднання шатуни можуть бути трьох типів:
- Зчленовані шатуни - коли один (головний) шатун з'єднується безпосередньо з колінчатим валом, а другий приєднується до нього. Перевага цієї конструкції - жорсткість, до недоліків слід зазначити - різний хід поршнів та складність конструкції.
- Центральні шатуни - коли один (головний) шатун виконано у вигляді вилки, а другий "звичайний" приєднується в розвилці головного. Ця конструкція забезпечує однаковий хід поршнів, але не має достатньої жорсткості і достатньо складна у виготовленні.
- Зміщені шатуни - коли обидва шатуни однакові і приднуються до колінвалу один біля іншого. В цьому випадку з'являється зміщення між площинами руху колінвалів і як наслідок циліндри зміщені. Наразі момент ця конструкція найбільш поширена.

### Кут розвалу циліндрів
Взагалі будь-який двигун з двома циліндрами і кутом розвалу більше 0° та менше 180° можна вважати V-twin-ом. Однак, компанія Ducati позиціонує свої двигуни як "L-twin", бо вони мають кут розвалу 90 градусів (передній циліндр розташовано майже горизонтально, а задній майже вертикально). Технічно немає жодної різниці між двигунами, що називаються "V-twin" та "L-twin", просто їх так прийнято називати.
Вважається що двигун з розвалом 90° (або "L-twin") краще збалансовано, в той же час двигуни з розвалом менше 90 градусів більш компактні. Для компенсацій вібрацій двигунів V-twin іноді використовують збільшення зміщення циліндрів. При збільшені кута розвалу циліндрів до 180 градусів двигун вже не є "V-twin", а називається опозитним.
Кут розвалу циліндрів на двигунах "V-twin":
| Кут розвалу циліндрів | Приклади |
| --------------------- | --- |
| 18°                   | Matchless Silver Arrow |
| 20°                   | Двигун Daimler зразка 1889 року, що було використано на другому автомобілі Даймлера |
| 42°                   | Indian: - Powerplus - Chief - Scout |
| 45°                   | Crocker Rikuo Harley-Davidson Sokół Suzuki: - VX 800 - Boulevard C50 - Boulevard M50 - Boulevard S50 - Boulevard S83 Honda Shadow 1100 |
| 47.5°                 | Vincent Rapide Series A |
| 48°                   | Yamaha: - MT-01 - XV1600 - XV1700 |
| 49°                   | Indian: - Thunder Stroke 111 - Chief - Chieftain |
| 50°                   | AJS S3 BSA Model E, G14, Y13 Husqvarna Motorcycles Brough Superior SS100 (JAP engine) Kawasaki Vulcan 1500, 1600 Matchless Model X Victory Motorcycles Vincent Rapide Series B, C |
| 52°                   | Honda: - VT400-VT800 Shadow - лінійка VTX - Transalp - Deauville - NT650/Hawk GT - XRV750 Africa Twin Kawasaki Vulcan 1700 & 2000 |
| 54°                   | Suzuki Boulevard: C109R, M90, M109R |
| 55°                   | Kawasaki Vulcan 750, 800, 900 |
| 56.25°                | S&S X-Wedge |
| 60°                   | Britten V1000 Harley-Davidson VRSC Highland Motorcycles Aprilia RSV Mille, Tuono (Rotax engines) Yamaha: - XV 250 Virago - XVS 250 DragStar - XV 950 Bolt |
| 70°                   | Suzuki RGV250(VJ23) |
| 72°                   | Moto Morini 350, 500 Buell 1125R (Rotax engine) Voxan |
| 75°                   | Hyosung: - GT250 - GV250 KTM 1190 RC8 Yamaha: - TR1 - XV 400 - 1100 Virago - XVS 400 - 1100 DragStar |
| 77°                   | Aprilia RXV/SXV |
| 80°                   | Honda CX series Rotax 810, 660, 490 |
| 87°                   | Moto Morini Corsaro 1200 |
| 90°                   | Aprilia: - RSV250 - SL 750 Shiver - NA 850 Mana Bimota V Due Briggs & Stratton Cagiva Ducati Folan 290 Gilera GP 800 Hesketh V1000 Honda: - VT250F Integra - VT250 Spada - VTR250 Interceptor - VTR1000 - XL1000V - VT125 Shadow - XL125V Varadero Hyosung GT650, GV650 Kawasaki Prairie 650, V-Force Mazda Moto Guzzi Suzuki: - RGV250 (VJ21&VJ22) - SV650 - SV1000 - TL1000* V-Strom |
| 120°                  | 1934 Moto Guzzi 500cc |
| 170°                  | Zündapp KS750 |

## Орієнтація
Терміни розташуванням двигуна "поздовж транспортного засобу" і "поперек транспортного засобу" найчастіше використовуються для позначення орієнтації колінчастого вала, однак, в деяких випадках, наприклад Moto Guzzi, використовують термінологію в зворотному порядку. Представник технічного центру Moto Guzzi намагався пояснити у виданні Лос-Анджелес Таймс, що двигуни Moto Guzzi "називаються 'поперечними' тому що двигуни мають встановлюватися на мотоцикл з орієнтацією колінвалу з переду назад замість зліва на правою. У цьому випадку ви не можете використати пряму передачу на заднє колесо за допомогою ланцюга або ременя, як на більшості мотоциклів. Тому потрібно відділити коробку передач, приєднати її до двигуна та передавати крятщий момент за допомогою карданого валу." Ті хто використовують такий підхід вважають, що для двоциліндрових двигунів "головна лінія" проходить ні вздовж колінчатого валу як на баготоциліндровому V-подібному двигуні, а як лінія що умовно з'єднує циліндри. Також вважається класичним поперечним розташуванням двигуна на мотоциклах BMW з опозитним мотором, де циліндри перпендикулярні до площини рами, а колінвал розташовано вздовж.

### Колінчастий вал поперек транспортного засобу

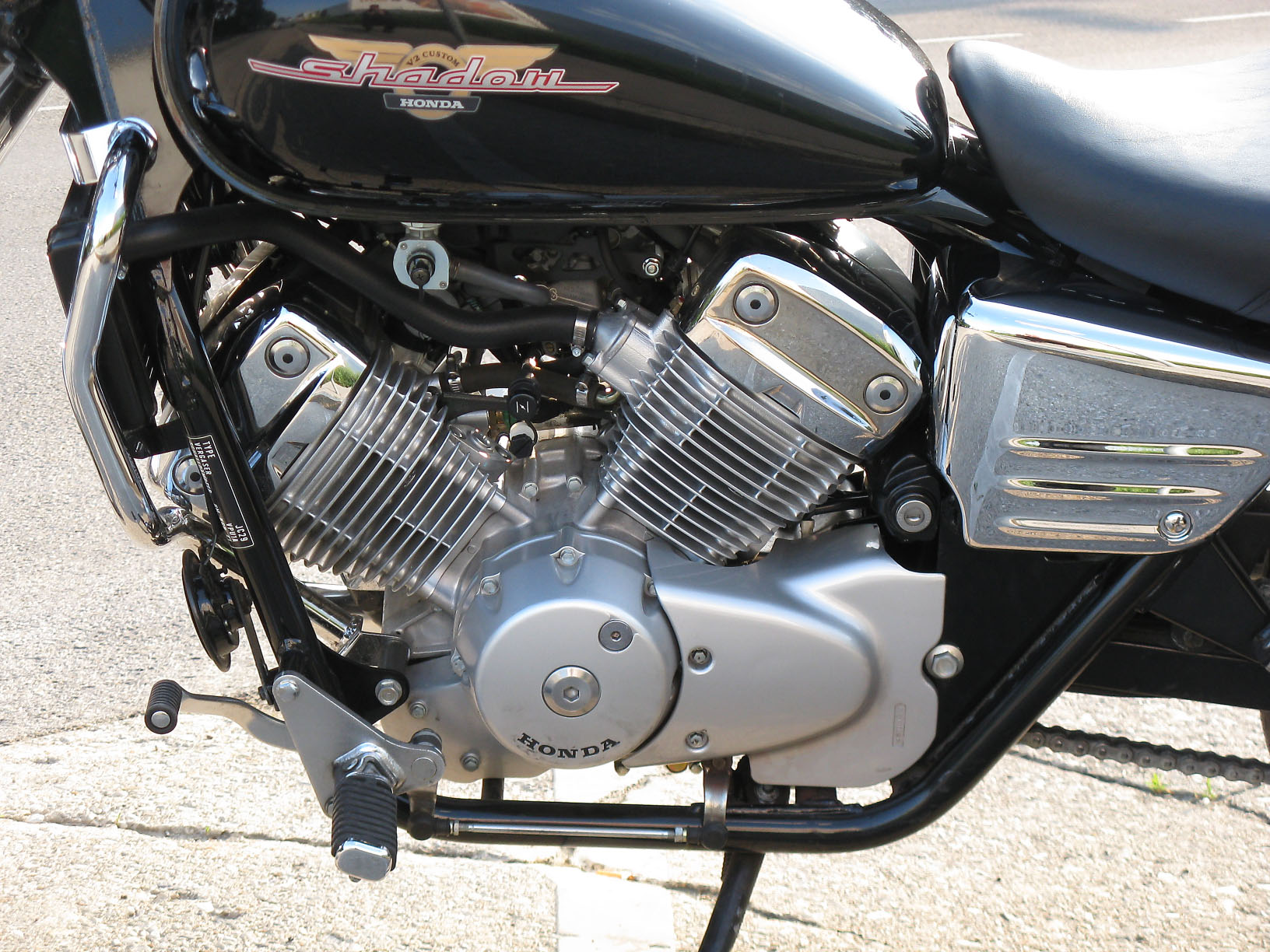
Honda з 90° V-twin що розташовано попечно.

Поперечне розташування двигуна (колінчастий вал орієнтується зліва на право) використовується на мотоциклах Harley-Davidson, Ducati та багатьох японських мотоциклах. Така компоновка двигуна створює двоциліндровий мотоциклетний двигун, який мало або взагалі не ширше, ніж одноциліндровий. А ширина двигуна є вагомим фактором для мотоциклетної компоновки. До недоліків слід віднести нерівномірну ступінь охолодження переднього та заднього циліндрів, та схильність заднього циліндра до перегріву. Трошки полегшує режим охолодження той факт, що циліндри контактують з повітрям зі всіх чотирьох сторін. Це суттєво відрізняє V-twin від рядних двоциліндрових двигунів, де циліндри охолоджуються однаково, але сміжні частини циліндрів не контактують з повітрям. В цьому випадку іноді між циліндрами встановлено ланцюг приводу розподільного валу.
Досить поширеним є встановлення карбюратора (єдиного для двох циліндрів, чи блоку карбюраторів) в розвалі циліндрів. Це також економіть місце, але погіршуе режим охолодження заднього циліндра внаслідок розміщення вихлопного тракту позаду, в зоні поза потоку повітря, що набігає під час їзди.
Для покращення температурного режиму заднього циліндра поширено застосовуються (разом чи окремо) наступні заходи:
- Зміщення циліндрів в поперечному напрямку.
- Різне розташування циліндрів по висоті (нахил двигуна вперед, коли передній циліндр майже горизонтальний), щоб струм повітря для заднього циліндра не натикався на передній.
- Застосування водяного охолодження.
- Живлення заднього циліндра більш збагаченою паливо-повітряною сумішю. Це робиться за рахунок різних жиклерів та різного рівня палива в карбюраторах переднього та заднього циліндра.

Деякі стратегії охолодження для 90° V-twin що розташовано поперек
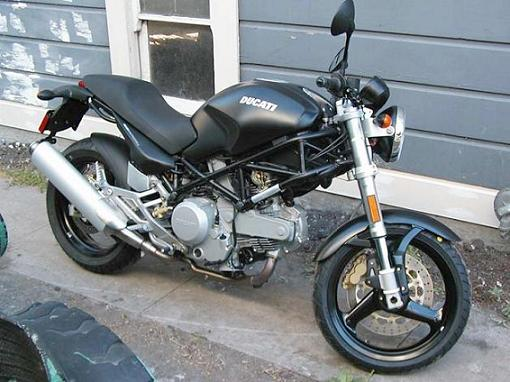
Цей Ducati Monster 620 має 90° V-twin з повітряним охолодженням, де один циліндр розміщено майже горизонтально, інший майже вертикально.
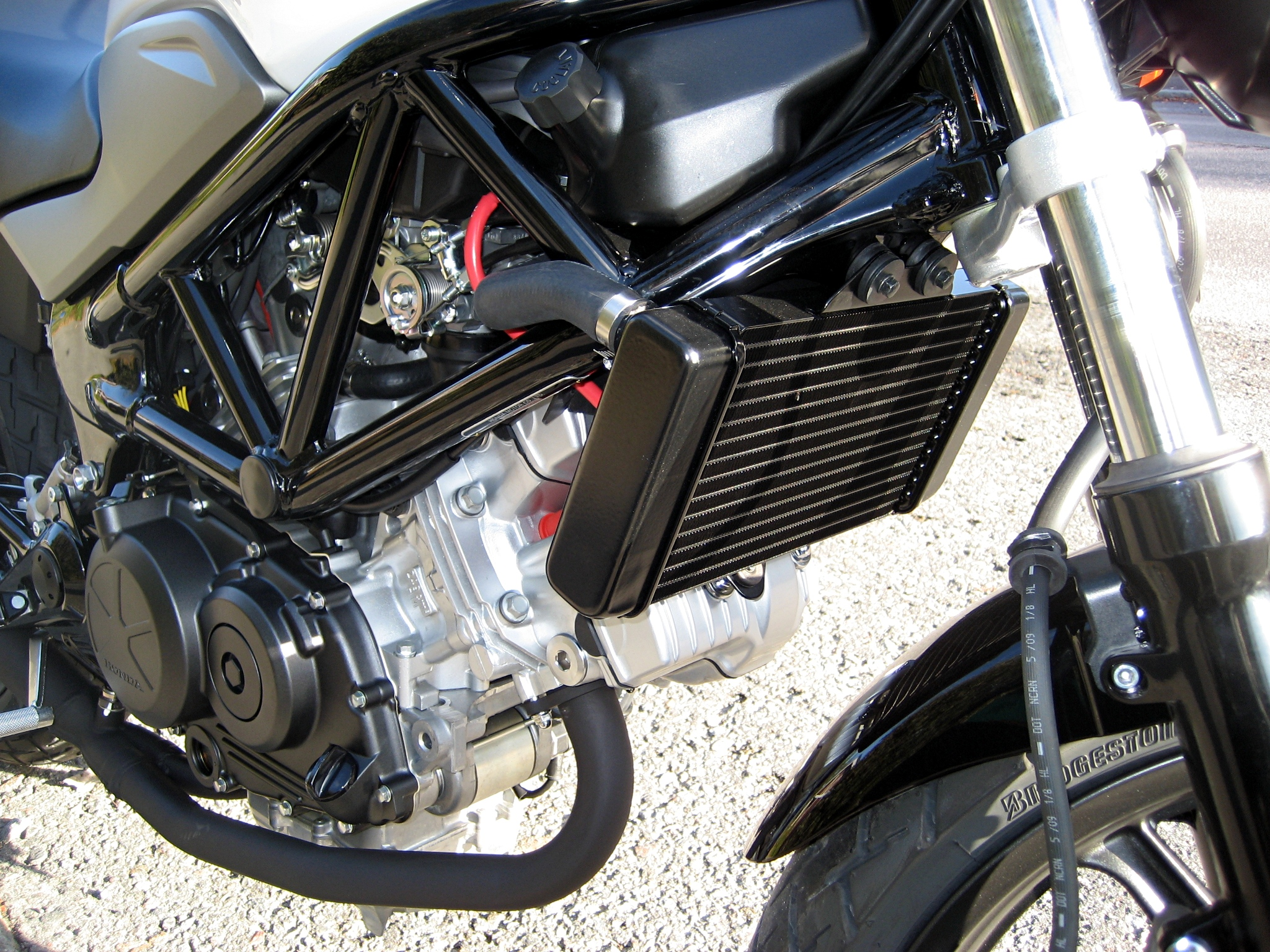
Honda VTR250 має також V-twin що розташовано поперек але замість нахилу вперед застосовано рідинне охолодження.
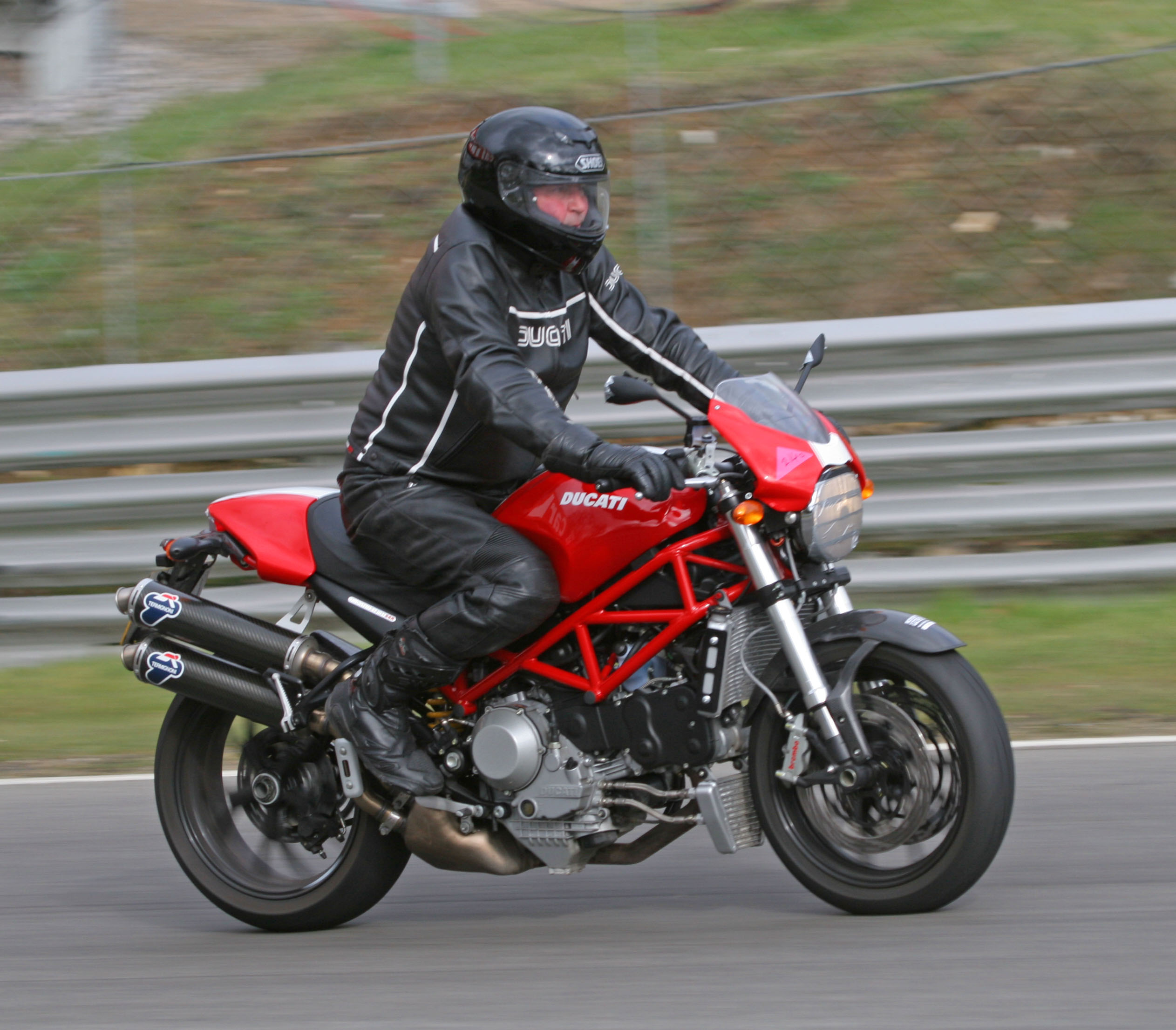
Зі зростанням потужності Ducati спочатку застосувало радіатор для мастила, а потім і рідинне охолодження. Тут поєднання двох попередніх заходів.

### Колінчастий вал вздовж транспортного засобу

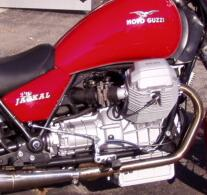
Moto Guzzi Jackal з 90° V-twin розміщеним вздовж.

Розміщення двигуна типу V-twin вздовж мотоциклу (колінвал орієнтується перед-зад) менш поширене. Серед представників слід зазначити мотоцикли Moto Guzzi та деякі моделі Honda. Ця схема зазвичай використовується з карданим валом та конічною передачею на кінці валу. 
Розташування двигуна з колінчастим валом поздовж мотоциклу добре вписується в типовий мотоциклетну раму, залишаючи досить місця для коробки передач. Забезпечується однакове охолодження головок циліндрів і вихлопних труб, які виступають в потік повітря. До недоліків слід віднести реакцію крутного моменту, який має тенденцію нахиляти мотоцикл в одну сторону на різкому прискоренні і в протилежному напрямку при різкому гальмуванні. Багато сучасних виробників мотоциклів виправити цей дефект, завдяки маховику або генератору змінного струму що обертаються в напрямку, протилежному напрямку обертання колінчастого вала.

## Використання на автомобілях
Компанія BSA з Великої Британії розпочала виробляти автомобілі з двигунами типу V-twin в 1929 році.
Мотоциклетні V-twin-и адаптувались для використання в триколісних автомобілях компанією Morgan протягом 1911...1939 років. В 2011 році компанією Morgan було представлено триколісній Morgan 3-Wheeler з V-twin двигуном потужністю 115 к.с. та приводом на заднє колесо. Низка автомобілів Morgan надихнула на створення трициклів компанією Triking, що використовують двигуни Moto Guzzi; а також Ace Cycle Car, що використовує двигуни Harley-Davidson; і JZR Trikes з двигунами від лінійки мотоциклів Honda CX.
На першому в світі позашляховику Куроган Тип 95 спеціально розробленому в 1935 році для армії компанією Rikuo Nainenki (вироблявся Nippon Nainenki Seiko С) було встановлено двигун V-twin повітряного охолодження об'ємом 1,4 л потужністю 33 к.с. Коробка перемикання швидкостей та роздаточна коробка були виконані в єдиному картері з двигуном.
Компанією Mazda вироблялись V-twin двигуни об'ємом 356 см³ (потужність 16 к.с.) та 571 см³ з 1960 року для автомобілів Mazda R360 та Mazda Porter.

Двигуни V-twin встановлені на автомобілях
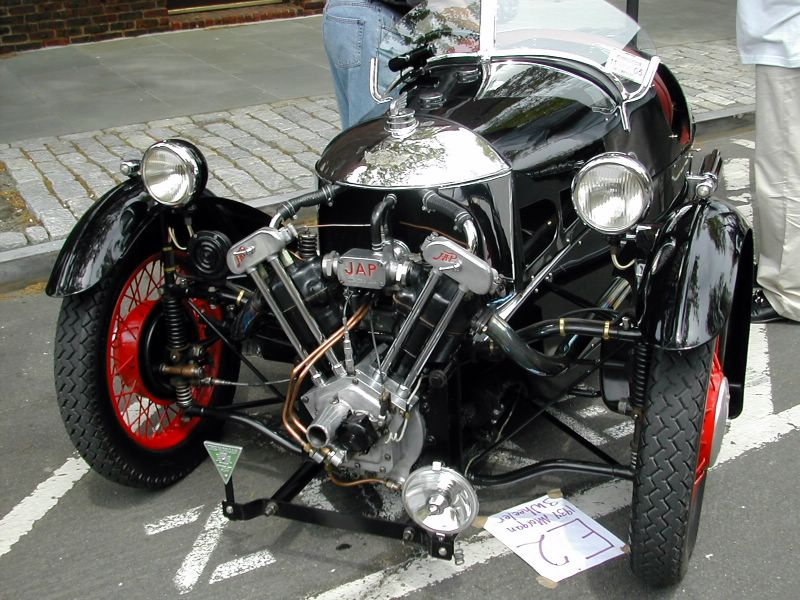
V-twin від JAP з рідинним охолодженням, що встановлено перед радіатором на спортивному триколісному автомобілі Morgan 1934 року.
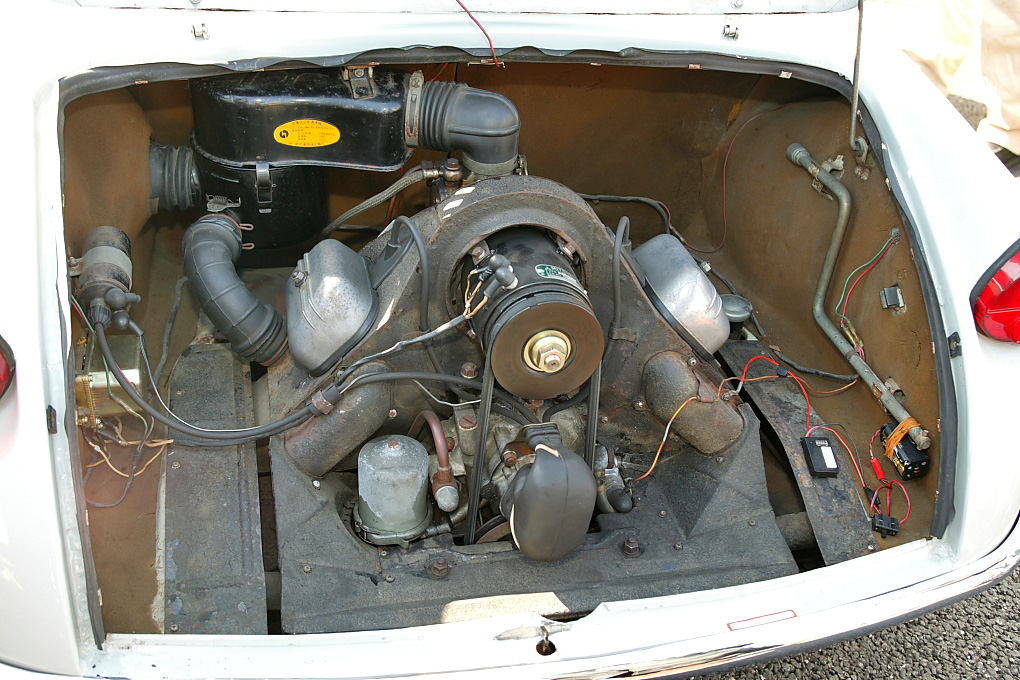
V-twin Mazda повітряного охолодження встановлений ззаду на kei car Mazda R360.

## Комерційне використання
Комерційний інвентар, такий як газонокосарки, трактори для саду, мотоблоки, водяні насоси та інші використовують двигуни типу V-twin, коли обладнання достатньо велике і потребує значної потужності, як правило більше 16 к.с., а використання одноциліндрових двигунів недоречне. Ці двигуни можуть мати горизонтально, або вертикально розташований колінвал, за звичай мають кут розвалу циліндрів 90°, та вентилятор для примусового охолодження. Конфігурація V-твін дає цим двигунам менші розміри і меншу вібрацію, за відсутності балансувальних валів, ніж в інших конфігураціях двигунів з двома циліндрами.
Серед виробників таких двигунів слід зазначити Honda; Kawasaki з двигунами серій FD, FH, FS та FX; Subaru з двигунами серії EH; Briggs & Stratto з лінійками V-twin двигунів Professional та Intek; Tecumseh з двигунами OV691EA та TVT691; та Kohler.

## Дивись також
- V-подібний двигун
- Опозитний двигун